# Communiqué (album)
A Communiqué az angol Dire Straits együttes második albuma 1979-ből. A Billboard albumlistán a 11., az angol albumlistán az 5. helyet érte el.

## Az album dalai
1. Once upon a Time in the West – 5:25
2. News – 4:14
3. Where Do You Think You're Going? – 3:49
4. Communiqué – 5:49
5. Lady Writer – 3:45
6. Angel of Mercy – 4:36
7. Portobello Belle – 4:29
8. Single-Handed Sailor – 4:42
9. Follow Me Home – 5:50

## Kislemez
1979 Lady Writer #51 UK, #45 US